# Campionati europei di nuoto di fondo 2012 - 25 km maschili
I 25 chilometri maschili dei Campionati europei di nuoto di fondo 2012 si sono svolti il 16 settembre a Piombino.
La gara è stata vinta dal bulgaro Petăr Stojčev, con il tempo di 5h04'02"3.

## Risultati
| Pos.    | Atleta               | Nazionalità | Tempo     | Distacco |
| ------- | -------------------- | ----------- | --------- | -------- |
| Oro     | Petăr Stojčev        | Bulgaria    | 5h04'02"3 | -        |
| Argento | Arsenij Lavrent'ev   | Russia      | 5h04'05"4 | +3"1     |
| Bronzo  | Axel Reymond         | Francia     | 5h04'06"3 | +4"0     |
| 4       | Simone Ruffini       | Italia      | 5h04'24"6 | +22"3    |
| 5       | Ihor Červyns'kyj     | Ucraina     | 5h04'38"7 | +36"4    |
| 6       | Valerio Cleri        | Italia      | 5h06'10"6 | +2'08"3  |
| 7       | Joanes Hedel         | Francia     | 5h06'12"4 | +2'10"1  |
| 8       | Artëm Podjakov       | Russia      | 5h06'15"3 | +2'13"0  |
| 9       | Marios Kalafatis     | Grecia      | 5h06'15"9 | +2'13"6  |
| 10      | Libor Smolka         | Rep. Ceca   | 5h06'59"1 | +2'56"8  |
| 11      | Shahar Resman        | Israele     | 5h09'26"1 | +5'23"8  |
| 12      | Georgios Arniakos    | Grecia      | 5h14'14"9 | +10'12"6 |
| 13      | Evgenij Pop Acev     | Macedonia   | 5h14'16"3 | +10'14"0 |
| 14      | Jan Pošmourný        | Rep. Ceca   | 5h14'22"5 | +10'20"2 |
| 15      | Vasilij Bojkov       | Italia      | 5h17'40"3 | +13'38"0 |
| 16      | Bertrand Venturi     | Francia     | 5h19'14"4 | +15'21"1 |
| 17      | Volodymyr Voronko    | Ucraina     | 5h24'23"5 | +20'21"2 |
| -       | Daniil Serebrennikov | Russia      | -         | DNF      |
| -       | Gergely Kutasi       | Ungheria    | -         | DNF      |
| -       | Alexander Studzinski | Germania    | -         | DNF      |
| -       | Federico Pirani      | Italia      | -         | DNF      |
| -       | Rostislav Vítek      | Rep. Ceca   | -         | DNF      |